# Janaki Mandir

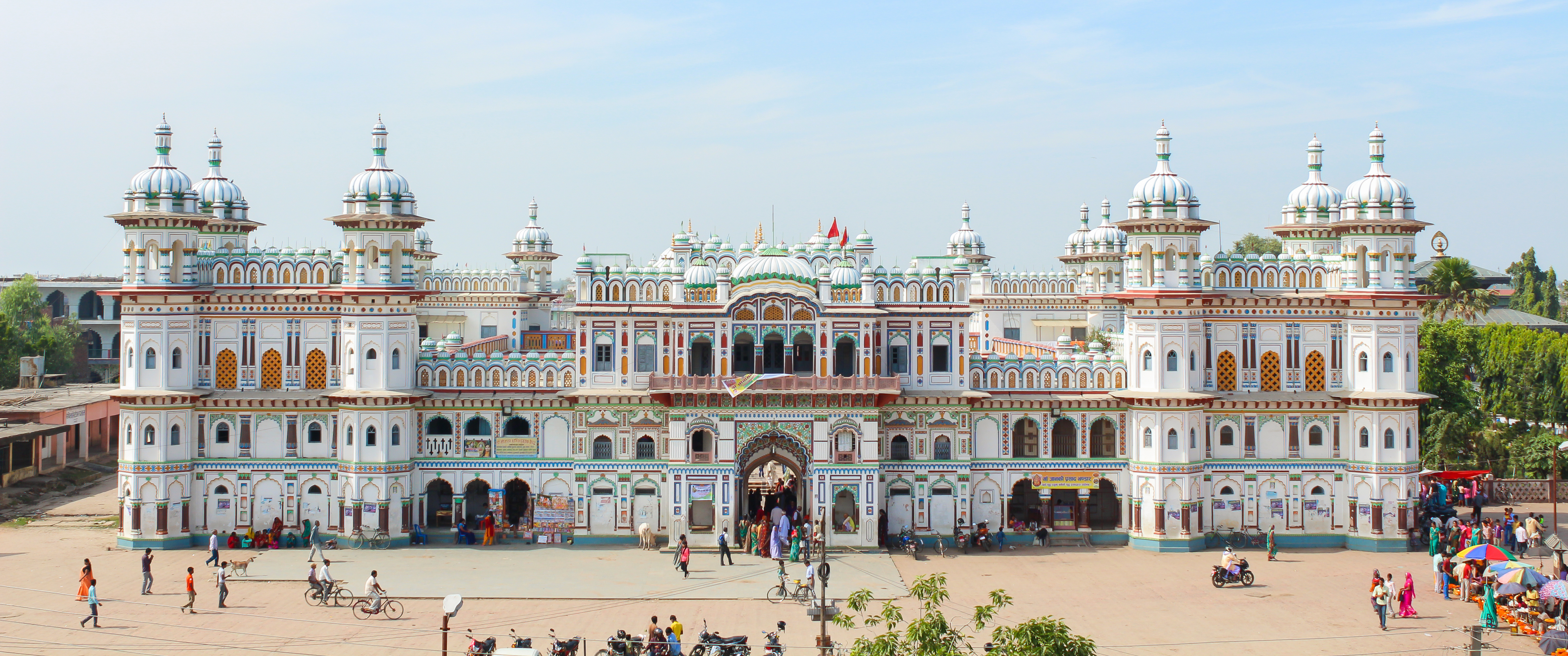
Janaki Mandir

Janaki Mandir (Nepali: जानकी मन्दिर) ist ein hinduistischer Tempel in Janakpur in der Provinz Nr. 2 von Nepal. Er ist der Göttin Sita gewidmet und soll auf ihrem Geburtsplatz errichtet worden sein. Die Mogul-Architektur des Tempels, wie sie im Indien des 17. Jahrhunderts beliebt war, ist einzigartig in Nepal. Vollständig in strahlendem Weiß und auf einer Fläche von 4.860 Quadratmetern in einem gemischten Stil aus Mughal- und Koiri-Kuppeln erbaut, ist es ein dreistöckiges Bauwerk, das komplett aus Stein und Marmor besteht. Alle 60 Räume sind mit der nepalesischen Flagge, farbigem Glas, Gravuren und Gemälden verziert, mit Gitterfenstern und Türmchen. Die Stätte befindet sich seit dem Jahr 2008 auf der Tentativliste für eine Nominierung als UNESCO-Welterbe.
Laut Legenden und Epen regierte König Janaka dieses Gebiet (Videha genannt) während der Ramayana-Periode. Seine Tochter Janaki (Sita) hatte Rama als ihren Ehemann gewählt und wurde die Königin von Ayodhya. Ihre Hochzeitszeremonie soll im nahe gelegenen Tempel stattgefunden haben, der auch vivaha mandap genannt wird. 
Jedes Jahr besuchen Tausende von Pilgern aus Nepal, Indien, Sri Lanka und anderen Ländern den Tempel, um Rama und Sita zu verehren.

## Geschichte
Der Mandir ist im Volksmund als Nau Lakha Mandir (bedeutet "neun Lakhs") bekannt. Die Kosten für den Bau des Tempels war etwa die gleiche Menge an Geld: neun Lakhs Rupien oder neunhunderttausend, daher der Name. Königin Vrisha Bhanu von Tikamgarh ließ den Tempel 1910 n. Chr. errichten.
Im Jahre 1657 wurde an dieser Stelle eine goldene Statue der Göttin Sita gefunden, und Sita soll dort gelebt haben. Die Legende besagt, dass es auf der heiligen Stätte gebaut wurde, wo Sannyasi Shurkishordas die Bilder der Göttin Sita gefunden hatte. In der Tat war Shurkishordas der Gründer des modernen Janakpur und der große Heilige und Dichter, der über die Sita Upasana (auch Sita Upanishad genannt) Philosophie predigte. Die Legende besagt, dass König Janaka an diesem Ort die Anbetung von Shiva-Dhanus durchführte.
Bei dem Erdbeben in Nepal im April 2015 wurde der Tempel beschädigt.

## Galerie

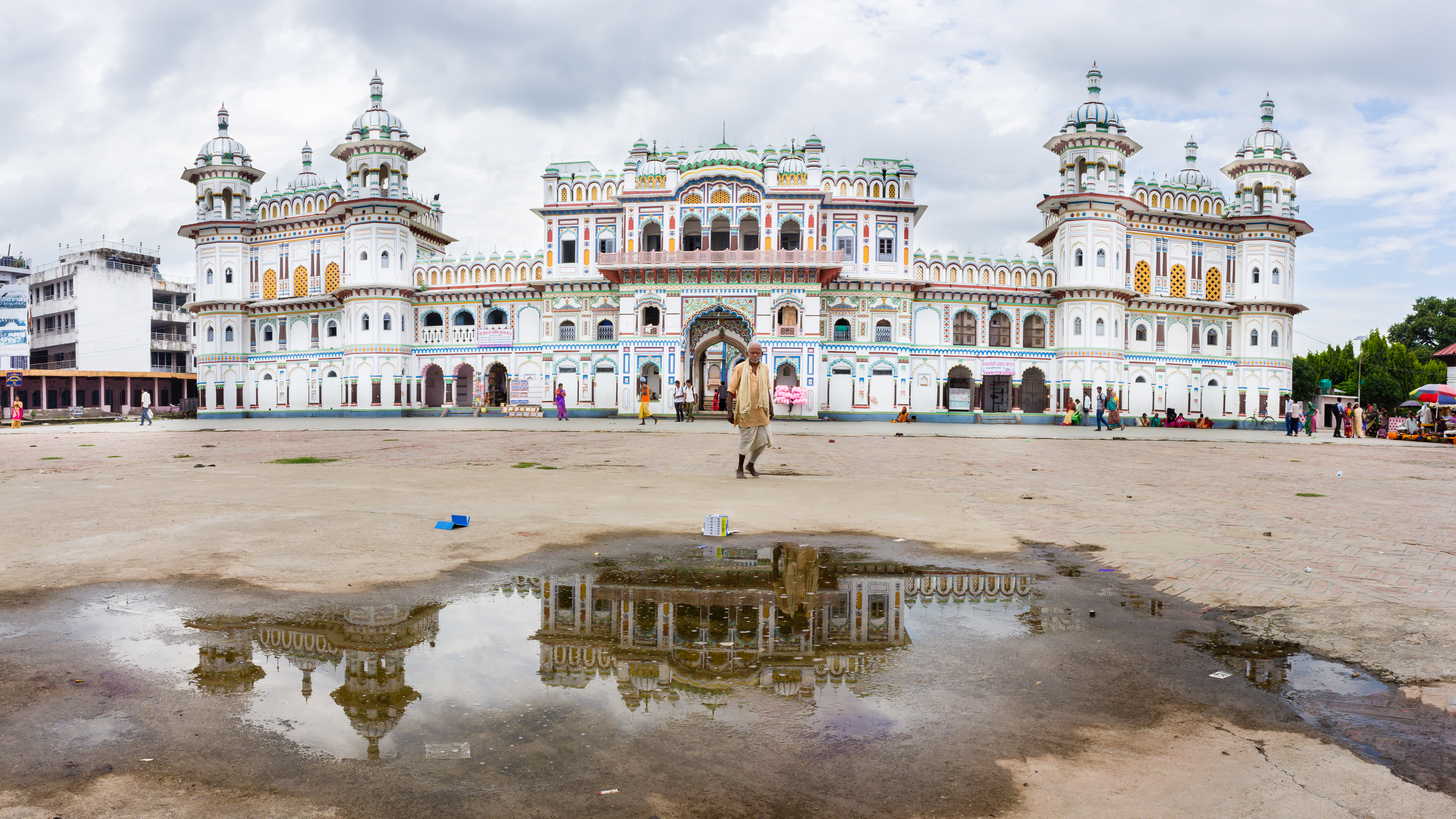
Panorama
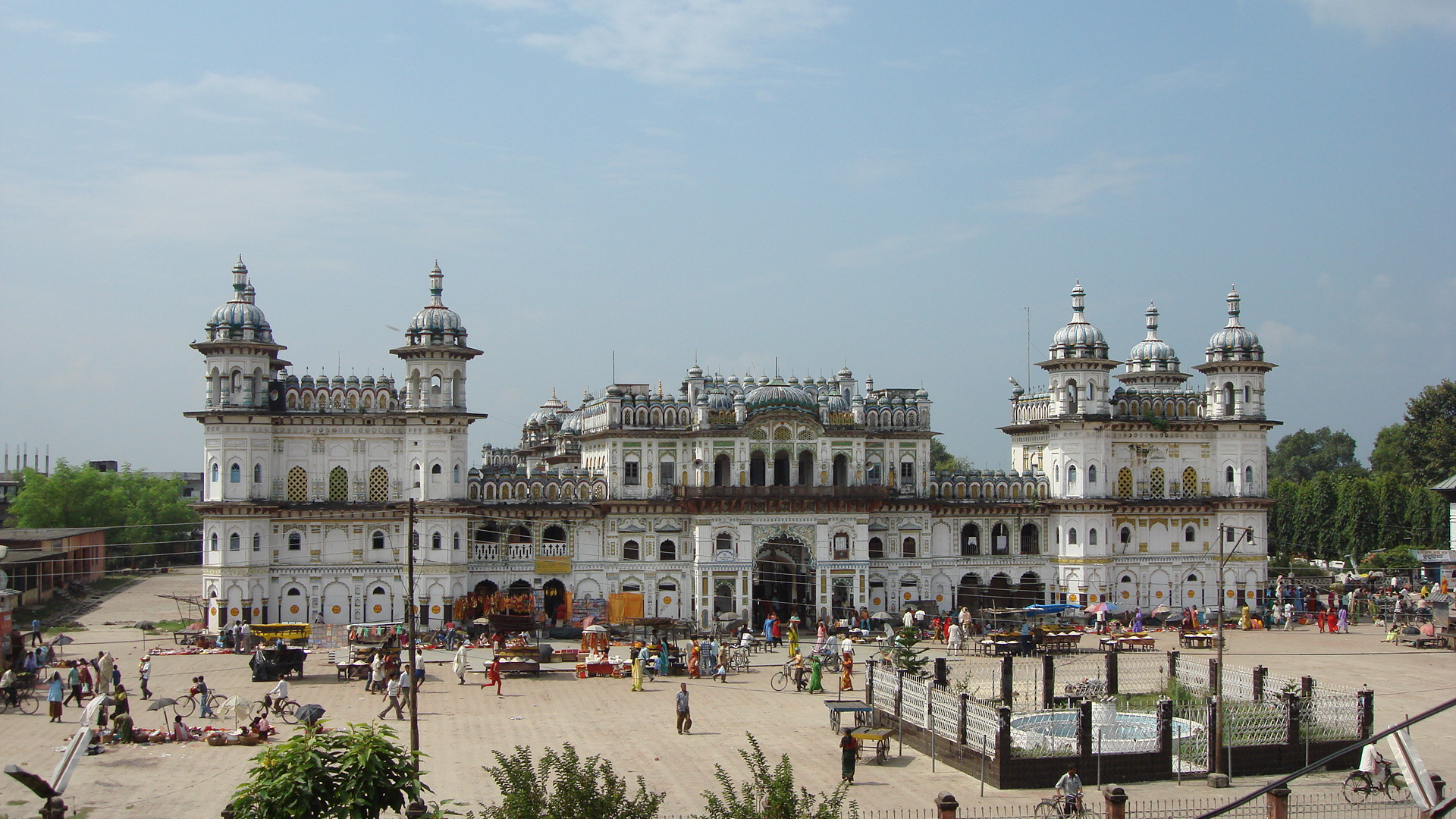
Frontalansicht
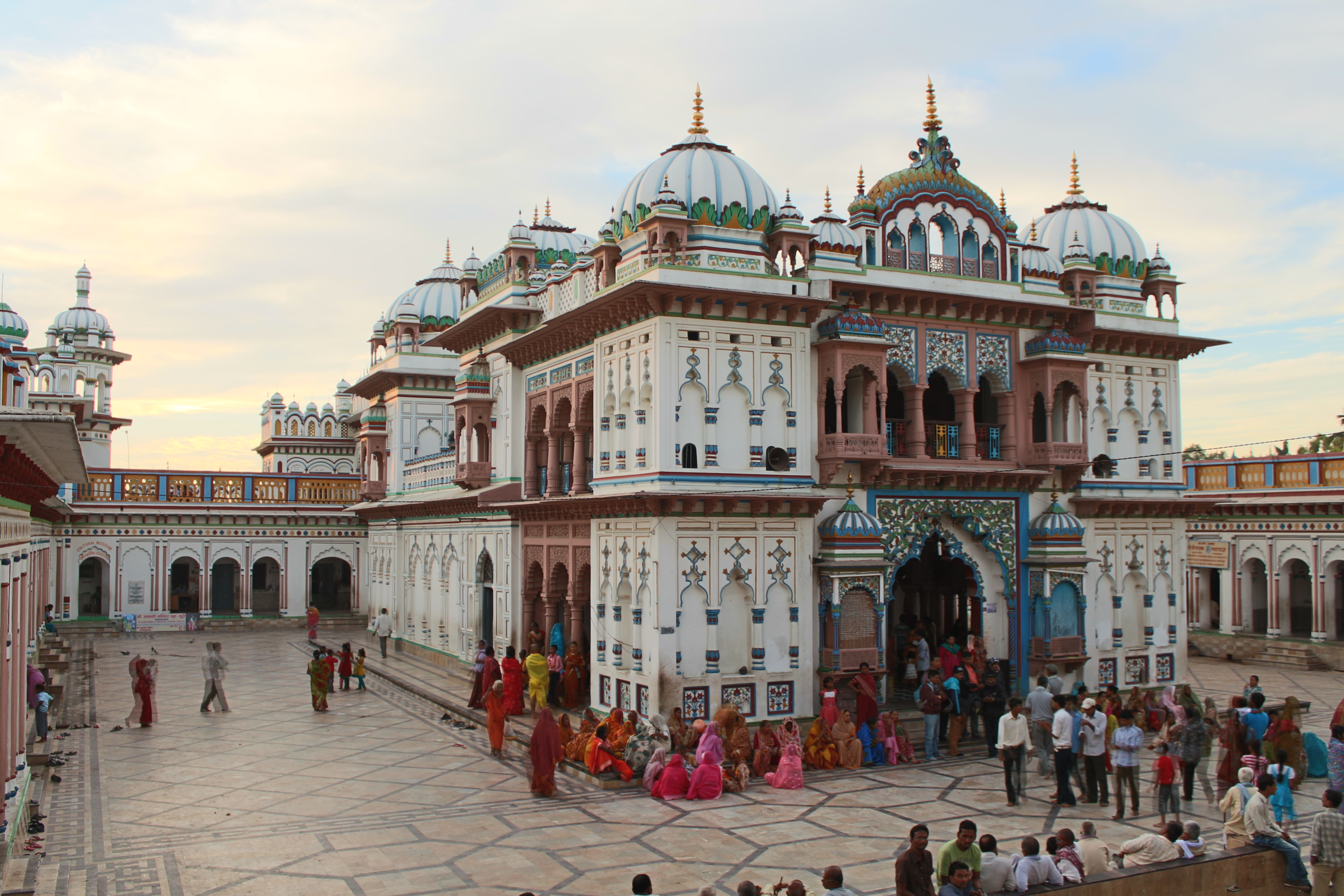
Innenansicht